# 愛知県立犬山総合高等学校
愛知県立犬山総合高等学校（あいちけんりついぬやまそうごうこうとうがっこう、英: Aichi Prefectural Inuyama-Sougou High School）は、愛知県犬山市蓮池にある県立高等学校。
2023年（令和5年）3月までの名称は愛知県立犬山南高等学校（あいちけんりつ いぬやまみなみこうとうがっこう）。

## 歴史
- 1977年（昭和52年）9月 - 造成工事が始まる。
- 1978年（昭和53年）
  - 4月1日 - 愛知県立犬山南高等学校として開校。校舎の建築が遅れたため、愛知県立丹羽高等学校の校地内でプレハブ校舎での仮住まいが始まる。
  - 同年7月4日～19日 - 猛暑のため氷柱を教室内に2本ずつ立てる。
  - 同年8月18日 - 校舎移転作業。
  - 同年10月14日 - 開校記念式。
  - 同年11月10日 - 武道場開き（独行堂と命名）。石庭を巌澗苑と命名。
- 1979年（昭和54年）7月14日 - 体育館竣工。
- 1980年（昭和55年）6月6日 - プール竣工。
- 1981年（昭和56年）4月1日 - 教頭2人制になる。
- 1982年（昭和57年）8月2日 - 台風10号に伴う集中豪雨のため、運動場北側の法面が崩壊。
- 1983年（昭和58年）3月8日 - 弓道場竣工（紀昌堂と命名）。
- 2023年（令和5年）4月 - 県立高等学校再編将来構想により、愛知県立犬山総合高等学校に校名変更。

## 学科
2022年度以前
- 普通科

2023年度以後
- 総合学科

### カリキュラム
カリキュラムは主に「リベラルアーツ」「ライフデザイン」「コミュニティビジネス」「IT」「メディアデザイン」の5つのプランで構成されている。1年生では全員が同じカリキュラムで学び、2年生では「デジタル・イノベーション」「ビジネス・イノベーション」「リベラルアーツ」の3つの領域から一つを選ぶ。

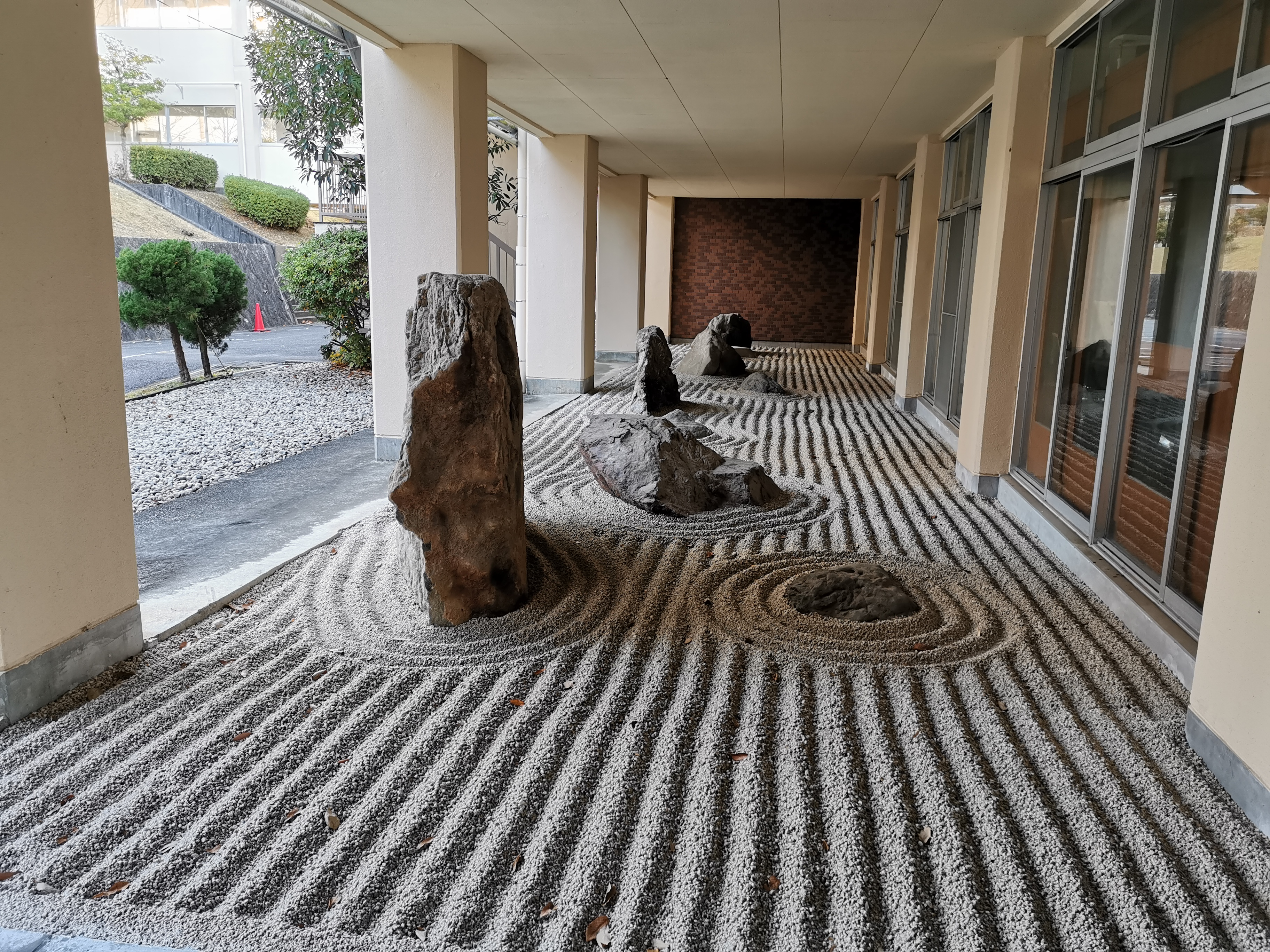
石庭

### 経緯
愛知県教育委員会の「県立高等学校再編将来構想」により、校名および学科の改編が行われた。
私立高校の実質無償化や少子化の影響により、大幅な欠員が発生し、今後も生徒数の減少が見込まれている。そこで県立高等学校の再編を行い、魅力化・特色のある学校づくりを進めている。

## 教育方針
教育目標
生涯にわたり成長していくための基盤となる力を養うとともに、国家及び社会の有為な形成者としての資質の育成を図る。そのため、生徒のすぐれた個性を伸張し、知・徳・体の調和のとれた人間形成を図るとともに、心豊かな社会を築く態度を養成する。
校訓「向上と内省」
できることを増やす。自分の行動を振り返り次に生かす。

目指す生徒像
教育課程を通して、次の力を身に付けさせる。読解力、コミュニケーション力、表現力(情報編集力)、やり抜く力、自ら学ぶ意欲。

## 特色
- スローガンは「夢かなう犬山南」。

補習
全教室・学習室にエアコンを完備。
- 1年生：夏季休業中、冬季休業中。
- 2年生：夏季休業中、冬季休業中。
- 3年生：夏季休業中、冬季休業中、学期中。

3年間を見通したキャリア教育
「総合的な探究（学習）の時間」を中心に行う。外部講師による進路別講話を受講する他、職業研究・学校研究などの活動を通して自分の将来を考える。
外部検定の斡旋
英語検定・漢字検定・ワープロ検定を斡旋し、資格取得を目指す。
学校設定教科「向上」
学び直しで基礎力向上。
特徴
校訓「向上と内省」を具現化：基礎学力、学習意欲、基本的生活習慣の向上を目指す。
　- 方法・評価
　毎朝10分間のプリント学習、1週間で50分授業（1単位）、毎学期5段階評価を実施。
高大連携全生徒が大学の講義を受講
　- 総合的な探究（学習）の時間
　1・2年生全員が学年別で名古屋経済大学で、講義を受けてレポートにまとめる。
授業と類型
　- 少人数授業で基礎・基本の徹底理解
- 1講座 20 人以下の少人数編成の授業（英、数、国、体育、家庭、理社の選択授業）。
- 習熟度別の授業（英、数）。

クラス編成と選択科目
　- 2年生
- 文系と理系の類型選択、芸術選択（音楽・書道）。
- 文系：歴史選択（日本史・世界史）。
- 理系：理科選択（物理・生物）。

　- 3年生
- 文系：文Ⅰと文Ⅱの類型選択、歴史選択（日本史・世界史）。
- 理系：理科選択（物理・生物）。

生活指導
向上訓「あじみはがまん」の実践。
- 「あ」＝「挨拶」 おあしす運動などで挨拶をする習慣をつくる。
- 「じ」＝「時間」 遅刻指導を重点に時間を守る習慣をつくる。
- 「み」＝「身だしなみ」 いつでも面接試験に臨めるよう指導する。
- 「は」＝「話す力」 コミュニケーション能力を育成する。
- 「がまん」＝「忍耐力」 忍耐力を身に付ける。

課外活動
- 恵まれた環境と熱心な指導。
- 生徒数の割に部の種類が多いので、多くの部で全部員が公式試合に参加している。

## 学校行事
- 5月：前期球技大会（全学年）。
- 6月：1・2年生 地域交流活動（開校から継続している伝統行事）。
- 9月：栗陵祭（体育祭・文化祭）3日間。
- 10月：1・3年生：遠足、2年生：修学旅行（長崎方面）2泊3日。
- 12月：文化行事（犬山市民会館にて演劇などの芸術鑑賞会）。
- 3月：後期球技大会（1・2年生）。

## 部活動
特徴
- 1年生は全員登録である。
- 次の係をおく：部長、副部長、書記（各1名）。
- 毎日活動することを原則とする。ただし、土・日・祝日のいずれかは原則として休みにする。

活動時間
　- 早朝練習
- 7：30～8：15（通年）

　- 業後活動時間
- 4月～10月：18：00
- 11月～1月：17：00
- 2月～3月：18：00

運動部
- 野球部
- サッカー部
- バスケットボール部
- バレーボール部
- 陸上競技部
- バドミントン部
- 卓球部
- 柔道部
- 剣道部
- テニス部
- 弓道部

文化部
- 吹奏楽
- 演劇
- 茶華道
- 美術
- 理科
- 手話
- ESS同好会
- e-スポーツ部

廃部となった部活動
- ハンドボール部
- 体操部
- 水泳部
- 空手道部
- 手芸部
- コンピューター部
- 合唱部
- 囲碁部

## 日課
- 登校：～8:30（入室完了）
- 向上：8:35～8:45
- ST：8:45～8:50（終わり次第終了）
- 1限：8:55～9:45
- 2限：9:55～10:45
- 3限：10:55～11:45
- 4限：11:55～12:45
- 昼休み：12:45～13:25
- 5限：13:25～14:15
- 6限：14:25～15:15
- 清掃：15:20～15:30
- 終礼：15:30～15:40（終わり次第終了）

## 進路
※ 平成30年（2018年）度 
四年制大学
- 指定校推薦
  - 四年制大学：66大学、約300名分。

短期大学
- 指定校推薦
  - 短期大学：27大学、約70名分。

専門学校
- 毎年90名ほどが進学。

就職
- 毎年40名ほどが就職。
- 普通科で有数の求人企業数（300社以上）。

## 生徒指導

### 服装
男子
- 冬服：指定のブレザー・ネクタイ・長袖シャツ・スラックスを着用。
- 夏服：指定の半袖開襟シャツ・スラックスを着用。

女子
- 冬服：指定のブレザー・リボン・長袖ブラウス・スカートを着用。
- 夏服：指定の半袖上着・スカートを着用。

制服移行期間
- 春季：1学期中間期末考査終了翌日～1学期期末考査最終日（翌日から完全夏服）。
- 秋季：秋分の日翌日～2学期中間考査最終日（翌日から完全冬服）。

頭髪
- 男子の長さは「目にかからない　耳にかからない　襟にかからない」。
- 加工や染色・脱色は厳禁。
- ツーブロック等、一部を極端に長くすることは厳禁。

### その他
アルバイト
アルバイトは原則として禁止する。
家庭の事情でアルバイトを希望する者は、アルバイト許可願が必要（校長の許可が必要）。
携帯電話
持参する場合は、8時30分～帰りのST後校舎を出るまで電源を切ってカバンに入れておく。
不要物
学校生活に必要のない物品（漫画本・雑誌、ゲーム機等）を所持しないこと。
所持していた場合は学校で預かる場合もある。その際返却は保護者を通じて行う。

## GIGAスクール構想
文部科学省は教育のICT化に向け、「GIGAスクール構想の実現」を示している。その整備事業の一つとして、「児童生徒に1人1台端末」を目的とした学習者用端末等の整備を進めている。
愛知県教育委員会は県立高校に通う生徒に、 "Surface Go 2" 4万383台（3人に1人の割合）を生徒用端末として配備を進めている。メモリ8GB、ストレージ128GBの比較的上位モデルを採用した。セットアップを各校で行うことにより導入費用を削減できた。またSurfaceペンやタイプカバー(キーボード 兼 保護カバー)も用意される。

## 二つの坂
山を切り開いて開設された為に、校舎に辿り着くためには急峻な坂を登らなければない。
正門の坂は「がんばり坂」、北門の坂は「ふんばり坂」の愛称がある。

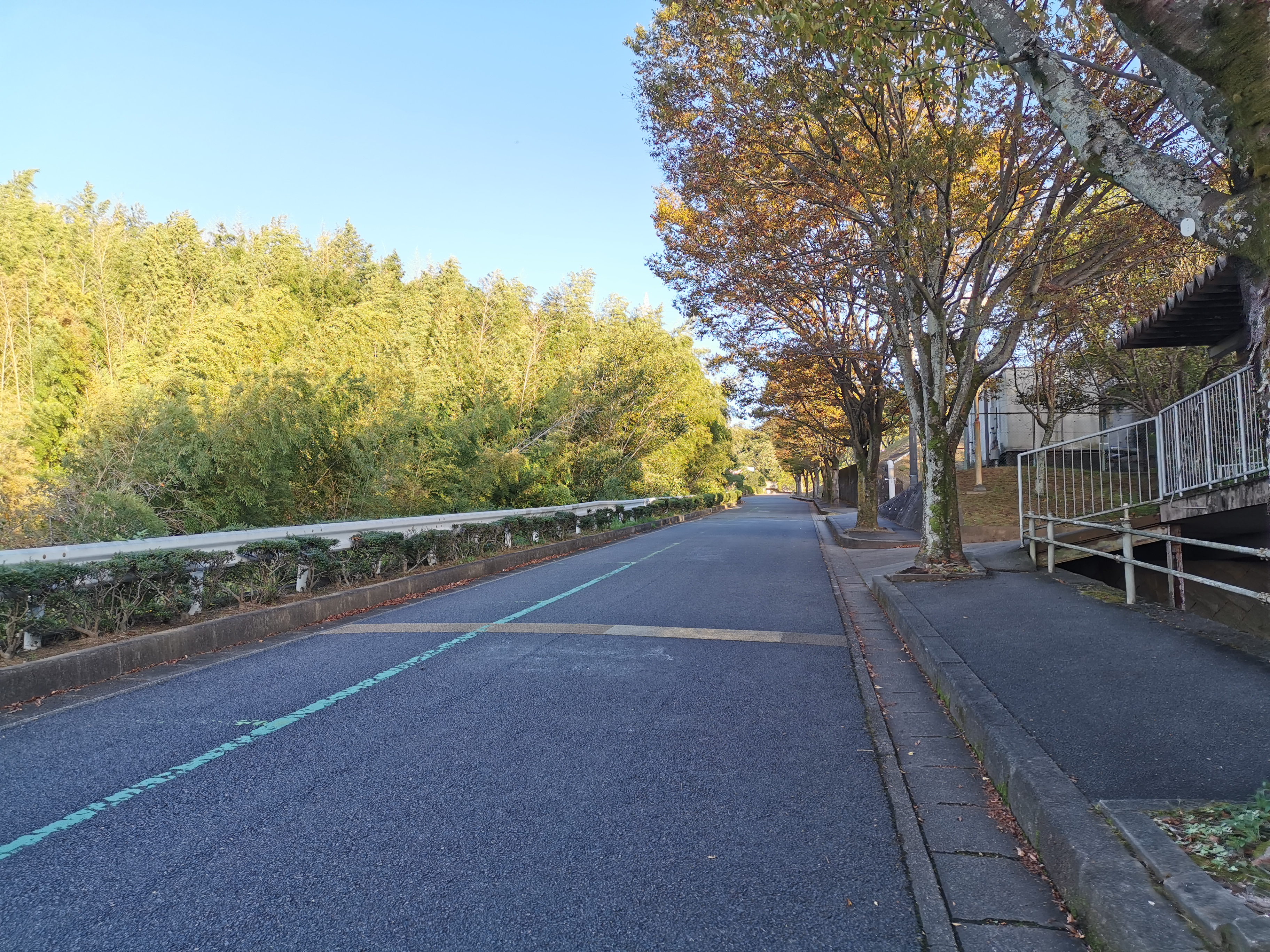
がんばり坂
正門より玄関へ続く長い坂を誰が名付けたわけでもなく、いつしか「がんばり坂」と呼ばれるようになる。また「がんばり坂」という歌も完成。
ふんばり坂
北門の坂。

## 開校前からのあゆみ
- 1977年（昭和52年）9月 - 他校では一学期中に土地の造成が始まったのにもかかわらず、犬山地区は同年9月に工事が開始された。

小高い山を崩しての工事のため、工事の発展につれて下から岩盤が出るなどして日程が遅れる。その年の暮れには第一棟の基礎工事が終わったが、建物らしい物の姿はなく、第一回生の募集にも影響が起こりそうな状況であった。

### 開校　プレハブ校舎
- 1978年（昭和53年）4月 - 校舎建築の遅れは決定的となり、4月開校には間に合わなかった。

小牧地区からの通学者に配慮し、本校に近い丹羽高校の校地内北側にプレハブ校舎6教室を建設し開校。毎日が暑く豚舎から来るにおいの中で学習した。猛暑のため氷柱を教室内に2本ずつ設置するも、屋外のほうが涼しい状況である。
部活動は畦道を選んでランニングに励み、扶桑町グランドや工業団地グランドを僅かな時間借りて、旱天の慈雨にも似た思いにひたった。
現在の地に移転したのは同年8月18日となった。当時は山の上に校舎がポツンと建っており、グランドには石ころがころがっている状態であった。

### 植木

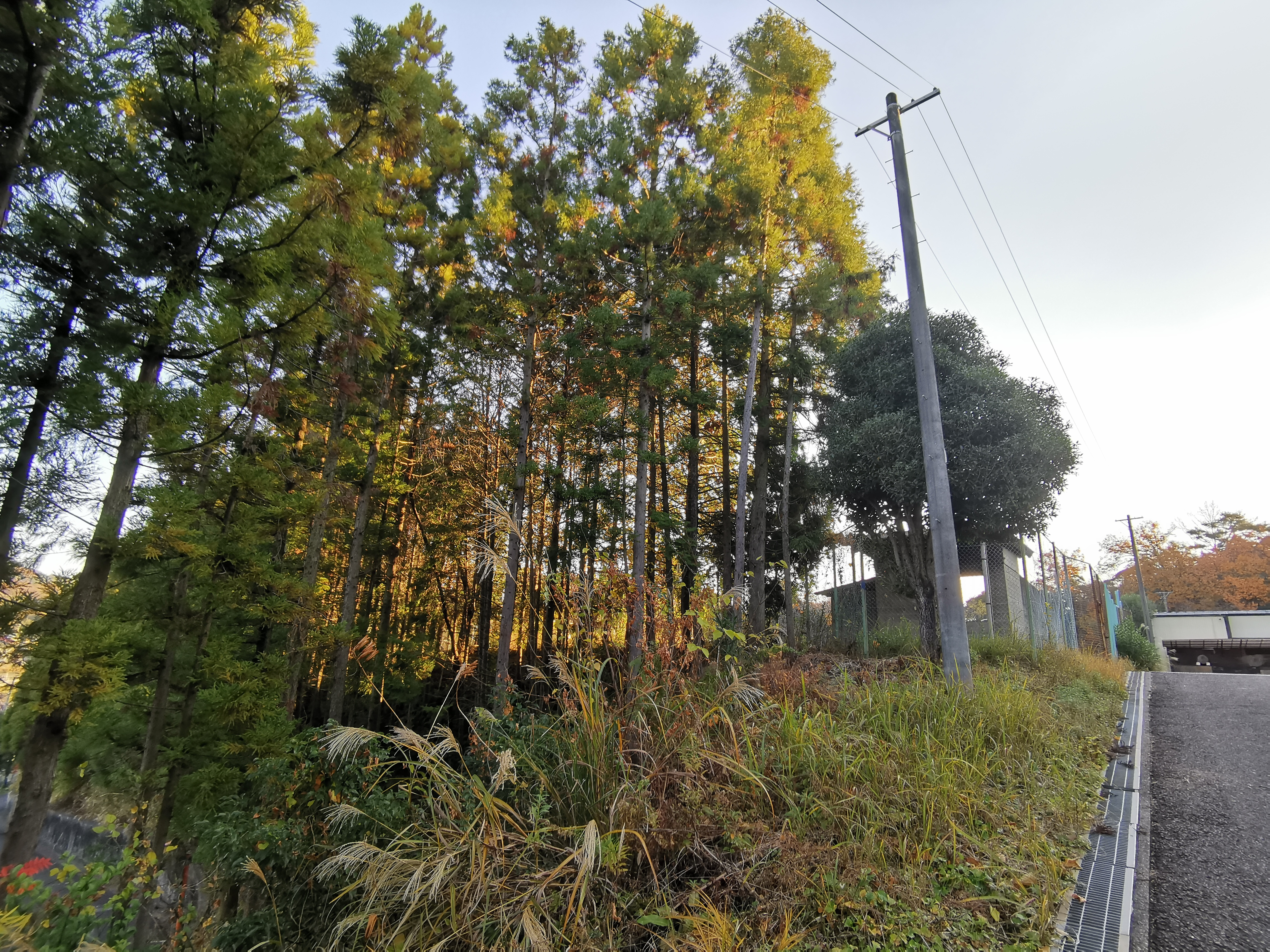
植木(テニスコート付近)

造成によって破壊された緑を取り戻すために庭木や草花を植えたが、石だらけでやせている土地であったため、植えた樹や草花を枯らした。校舎の多い斜面に苗木を植えれば成長して、やがて防風林になり、斜面の補強にもなると考え、生徒1人1本の苗木を植えることを計画した。
1979年（昭和54年）3月、1回生は美化委員と室長が中心となり、クラス毎に１時間交代でテニスコート北斜面に300本の杉の苗木を立派に成長することを祈って植えた。翌年度は2回生がテニスコート西北斜面にスギ苗400本を植える。3回生はテニスコート西南斜面の上の方にヒノキの苗木を、下の方と浄化槽の北斜面にスギの苗木を計450本植えた。4回生は運動場西南斜面に450本の苗木を、5回生は運動場の南斜面に360本の苗木を植え、1人1本の植木計画は完了した。

## 景色
山を削り校舎を建てたため、尾張の野を一望することができる。木々に囲まれ自然豊かで四季折々の景色を見ることができる。

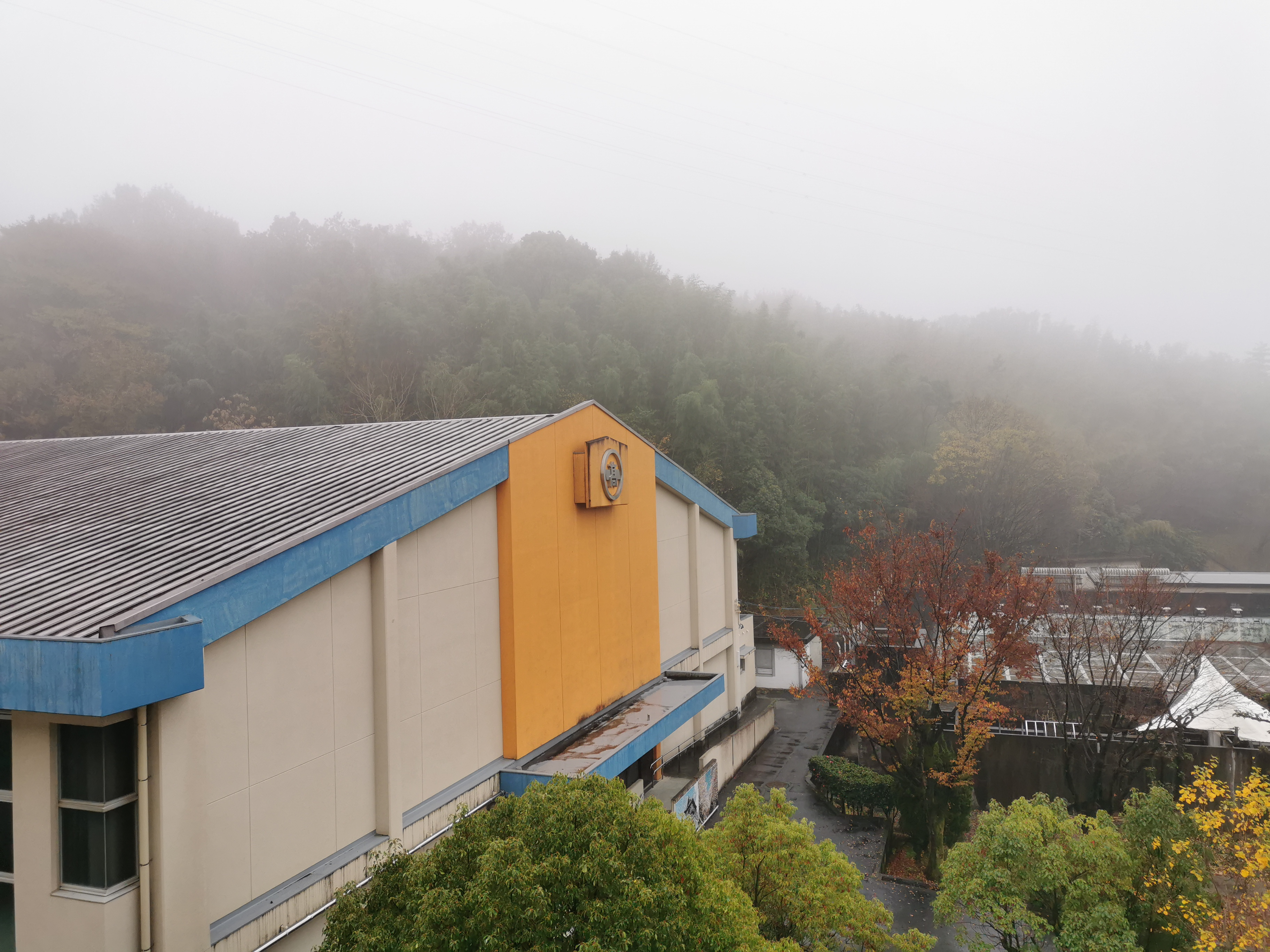
霧がかかった体育館とプール

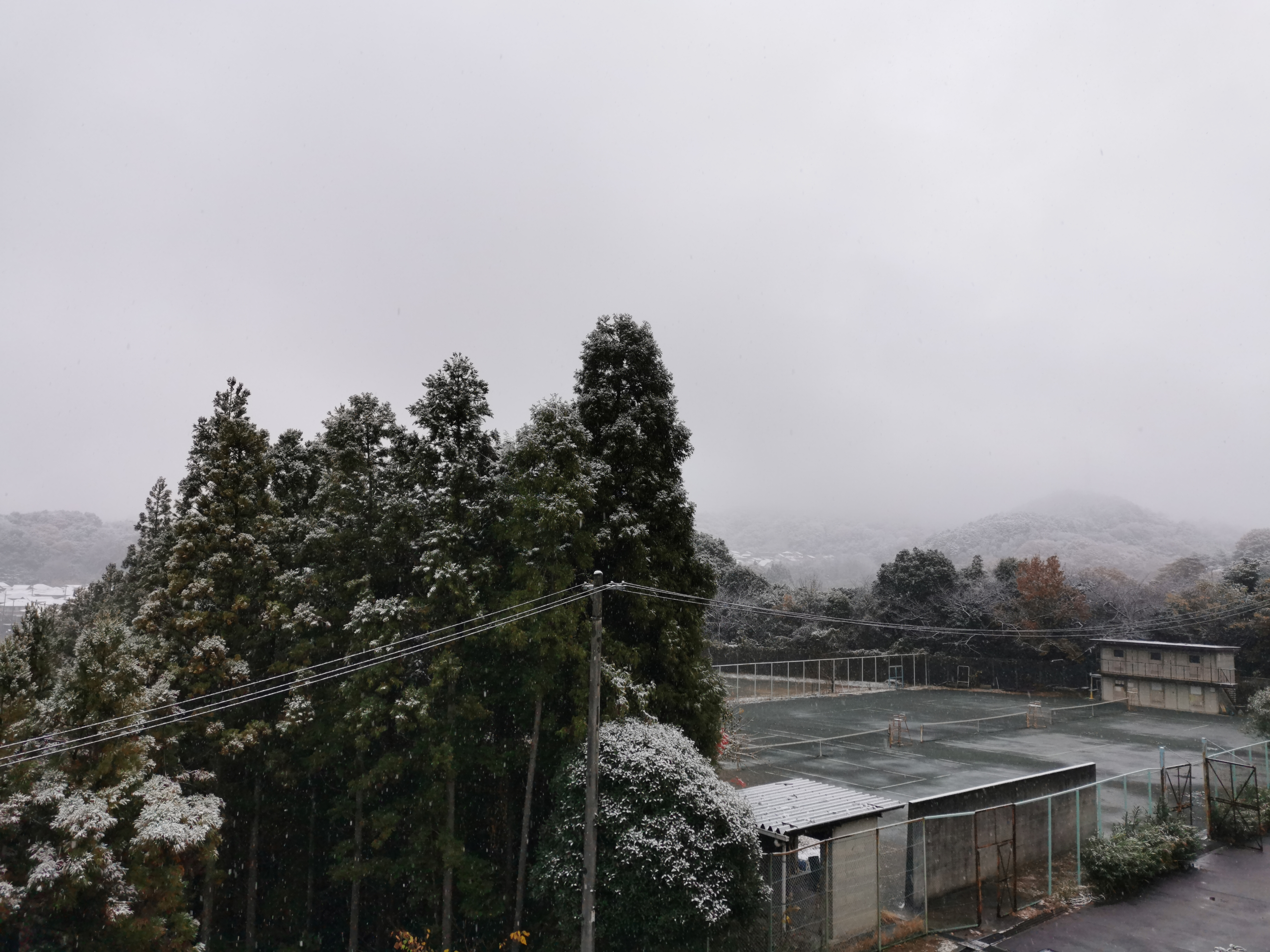
雪とテニスコート

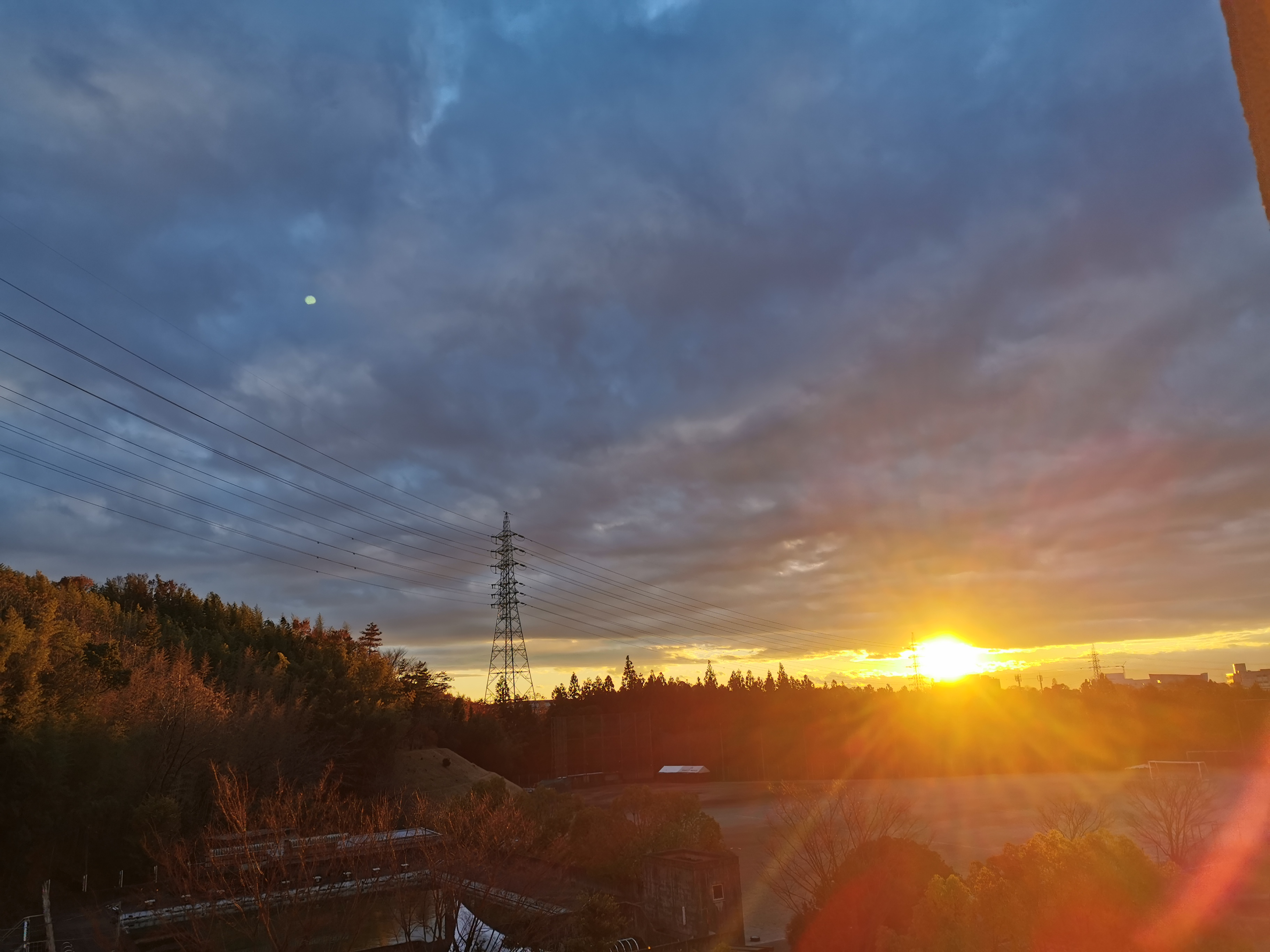
夕日

## 交通アクセス
- 名鉄小牧線 楽田駅、または田県神社前駅から徒歩で約25分、自転車で約10分。
- 名鉄小牧線 楽田駅東口から犬山市コミュニティバス：楽田東部線（月～金のみ・祝日も運行）「犬山南高校西」バス停より徒歩で約5分。

　注. バスは上下5本ずつ。通常時の登校/下校に間に合うバスはない。
- 校門までは上記時間で行くことができるが、「がんばり坂」を登り教室まで行く必要があるので、さらに5分程度かかる。[独自研究?]
- 電車で登校する多くの生徒が、駅から学校まで自転車を利用（各駅に無料の駐輪場あり）。[独自研究?]
- 生徒の90%以上が自転車を利用。[独自研究?]

## 出身者
- 木村圭作 - 俳優
- 稲山琴美 - 木曽川うかいの鵜匠